# سگ‌ماهی زیتونی
سگ‌ماهی زیتونی (نام علمی: Nemacheilus olivaceus) نام یک گونه از سرده سگ‌ماهی است.